# إيلتون أكولتاس
إيلتون أكولتاس (بالهولندية: Elton Acolatse) (25 يوليو 1995 بأمستردام في هولندا - ) هو لاعب كرة قدم هولندي في مركز الوسط. شارك مع منتخب هولندا تحت 17 سنة لكرة القدم ومنتخب هولندا تحت 19 سنة لكرة القدم. أما مع النوادي، فقد لعب مع أياكس أمستردام وشباب أياكس.

## وصلات خارجية
- إيلتون أكولتاس على موقع الاتحاد الأوربي (الإنجليزية)
- إيلتون أكولتاس على موقع اتحاد تركيا (لاعب) (الإنجليزية)
- إيلتون أكولتاس على موقع قاعدة بيانات كرة القدم.إي يو (الإنجليزية)
- إيلتون أكولتاس على موقع ليكيب (الفرنسية)
- إيلتون أكولتاس على موقع Soccerway.com (الإنجليزية)